# Tobruk

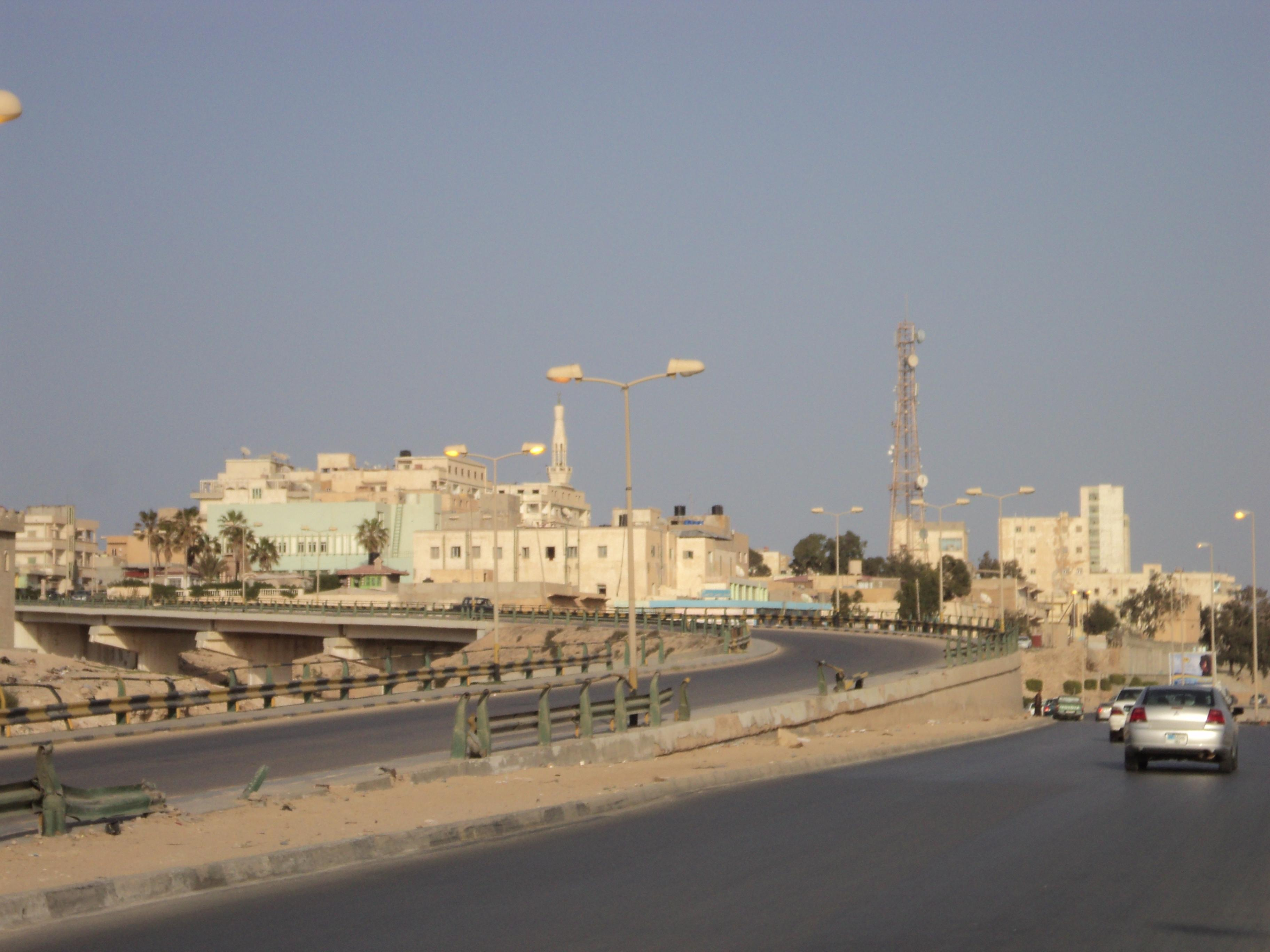
Tobruk

Tobruk (arab. طبرق) – miasto portowe w północno-wschodniej Libii, w regionie historycznym Cyrenajka, ośrodek administracyjny gminy Al-Butnan.
W czasie II wojny światowej miasto było miejscem długotrwałych walk między wojskami alianckimi (w tym polskiej Samodzielnej Brygady Strzelców Karpackich, pod dowództwem gen. bryg. Stanisława Kopańskiego, od 21 sierpnia do 9 grudnia 1941 roku) a wojskami niemiecko-włoskimi pod dowództwem Erwina Rommla. Twierdza była kolejno oblegana przez obie walczące strony.
Na peryferiach miasta znajdują się liczne cmentarze wojenne z okresu II wojny światowej: brytyjski, francuski oraz nowsze mauzoleum niemieckie.